# 2011년 서울국제여성영화제
제13회 서울국제여성영화제는 2011년 4월에 개최된 영화제이다. 서울 신촌 아트레온에서 개최되었으며 사회자는 김여진이다.

## 수상 및 후보

### 최우수상
- 고백 - 유지영 수상

### 우수상
- 토요근무 - 구은지 수상
- 도시 - 김영근 수상

### 관객상
- 독신녀들 - 뤄 이 수상

### 심사위원 특별언급상
- 죽은 개를 찾아서 - 김숙현 수상
- 사라진 밤 - 차성덕 수상
- 다큐멘터리 옥랑문화 수상작
- 두 개의 선 - 지민 수상

### 아이틴즈 대상
- 주시 - 루이즈 알스톤 수상
- 아시아 단편경선
- 저기 회색 구름 위로 - 사레 샤피푸르
- 낙타들 - 박지연
- 도시 - 김예영
- 고백 - 유지영
- 분장실 - 추상미
- 놈에게 복수하는 법 - 최미경
- 안과 밖 - 장은주
- 독신녀들 - 뤄 이
- 마리와 레티 - 최진영
- Mistranslation - 김보형
- 제대로 걷기 - 김명심
- 내 남자의 변화 - 노비아 첸
- 죽은 개를 찾아서 - 김숙현
- 송여사님의 작업일지 - 나비
- 피를 나눈 적 - 모르 요게브
- 사라진 밤 - 차성덕
- 토요근무 - 구은지

### 새로운 물결
- 애즈 이프 아이 엠 낫 데어 - 주아니타 윌슨
- 주시 - 루이즈 알스톤
- 아이들 - 류미례
- 핑크 사리스 - 킴 론지노트
- 퍼즐 - 나탈리아 스미르노프
- 스페셜 트리트먼트 - 진느 라브루네
- 그 자식이 대통령 되던 날 - 손경화
- 웬 위 리브 - 페오 알라다그
- 소용돌이 속에서 - 마를렌 고리스
- 새미의 카니보어 - 손경화
- 여름이 없었던 해 - 탄 추이무이
- 제피르 - 벨마 배스
- 100! - 카린 브랙
- 불협화음 - 안느 르클렉
- 나의 신상 구두 - 호 차오 티
- 니마 - 부지영
- 용 죽이기 재장전: 할리우드 영화, 그 밖에 나타난 아시아 여성의 모습 - 김혜경
- 헤어 - 크리스티나 회그룬드

### 퀴어 레인보우
- 상상하하 - 허안화
- 레즈비언 외계인의 동족 찾기 - 마들렌 올넥
- 이브닝드레스 - 미리암 아지자
- 레즈비언 팩토리 - 수잔 첸
- 수염 - 마리아 B. 파블리오도우
- 버스데이 - 제니퍼 말름크비스트
- 대한철강 - 언저리

### 쟁점들
- 집 - 박미선 외 4명
- 23x371일 - 용산 남일당 이야기 - 오두희
- 그의 이름은 도시 - 프로젝트 비디엘
- 강은 강처럼 흐르게 하라 - 박채은
- S.O.S - 채택된 불화 - 임민욱
- 집의 설계 - 토룬 하프스타드
- 손의 무게 - 임민욱
- 외출준비 - 심혜정

### 회고전
- 여사장 - 한형모
- 휴일 - 이만희
- 서울의 휴일 - 이용민
- 미몽 - 양주남
- 청춘의 십자로 - 안종화
- 영자의 전성시대 - 김호선
- 너 또한 별이 되어 - 이장호

### 오픈 시네마
- 아일라 - 쑤 투르한
- 메이드 인 다겐함 - 나이젤 콜
- 사라의 열쇠 - 질스 파겟-브레너
- 피아노 없는 여자 - 하비에르 레볼로

### 여성 영화제작 프로젝트
- 나의 첫 김치 - 이지니
- 사탕 - 주야리
- 뱃노래 - 타카코 야마다
- Rainbow - 히가시노 가오리
- 유카타 - 소고 나미에
- Ready! 레디! - 강윤희
- 짜오안 - 모우에 히로코

### 아시아 스펙트럼
- 관음산 - 리 위
- 변치 않는 것들 - 리팡팡
- 네 여자의 수다 - 닝 잉
- 웬 마이 차일드 이즈 본 - 케 딩딩 외 1명
- 우리 둘 - 마 리웬
- 수취인 불명 - 구오 시아루

### 애니엑스: 꿈, 마음, 현실 그리고 애니메이션
- 아랄 - 델핀 르나르 외 1명
- 앵그리 맨 - 아니타 킬리
- 사랑하는 이들 - 사만다 무어
- 출산공포 - 시그네 바우먼
- 깡통 - 정민지
- 실연효과 - 앨리스 호킨스
- 달 - 김은수
- 도시들 - 사라 무지오
- 파인드 미 - 박재영
- 못난이 - 안드레아 도프만
- 여기 그리고 저기 - 디안느 오봉사윈
- 나는 홀로코스트 생존자의 아이였다 - 앤 마리 플레밍
- 잉크 지우개 - 베로니카 슈베르트
- 코피루왁 - 한지원
- 구부녀 이야기 - 신혜진
- 남자가 역사를 만들었다고? - 샐리 보스로이드
- 할머니는 왕실 세탁부 - 토릴 코브
- 엄마의 코트 - 마리-마고 차키리-스카나토비츠
- 묘아 - 강민지
- 거꾸로 가는 여자 - 벨라 세데르케니
- 피카부 - 사비네 그로셥
- 펀치 - 리우 웨이잉
- 피난처 - 러브짓 케이 할리월
- 나무 밑둥 아래 - 조안나 루리
- 여섯 걸음 - 반주영
- 유령여인 - 사라 반 덴 붐
- 노예 - 다비드 아로노비치 외 1명
- 우주라디오 - 김다혜
- 탱고 네로 - 델핀 르나르
- 템비의 일기 - 김지수
- 혼자서도 잘해요 - 쉬라 아브니
- 비엔나 믹스 - 요네쇼 마야
- 터키 동전 - 베세리나 다쉬노바
- 흰 머리 - 타케다 유카
- 마녀들 - 엘리자베스 홉스
- 정지의 불가능성에 대한 12개의 스케치 - 마갈리 샤리에르